# Isla de Flores (Columbia Británica)
La Isla de Flores es una isla de 153,74 km² ubicada en el estrecho de Clayoquot, frente a la costa oeste de la isla de Vancouver, Columbia Británica, Canadá. Está al norte de Tofino y tiene una circunferencia de 82 km. Su nombre hace referencia a Manuel Antonio Flórez, el 51° virrey de México (1787–1789).
El único asentamiento importante de la isla es el área de Marktosis (población alrededor de 900). La mayoría de los residentes son miembros de la nación Ahousaht (población de alrededor de 2000) y forman la mayor parte de Nuu-chah-nulth o Primera Nación de Nutca. Se habla algo de la lengua indígena, aunque el inglés es predominante.
Residiendo dentro de la Reserva de la Biosfera del estrecho de Clayoquot, Flores contiene una de las extensiones más grandes de bosque primario en la isla de Vancouver. Unos 41 km 2 de la isla han sido demarcados como Parque Provincial Marino Isla de Flores. A las 1.43 km 2 en el área es el Parque Provincial Marino Gibson. Hay aguas termales en las orillas del sur de la ensenada de Matilda. La reserva Marktosis tiene 1.2 km2 ; el resto de la isla es tierra que pertenece a la Corona Británica.
La isla fue nombrada en 1791 por Francisco de Eliza, en honor a Manuel Antonio Flórez, 51° virrey de Nueva España.
La pesca es la principal industria de la isla. El turismo se promueve a través de la ruta senderismo ' Walk the Wild Side ' y el alojamiento en Aauuknuck Lodge. Cow Bay, en el lado oeste de la isla, ha sido votada como una de las diez mejores playas de Canadá.
Se puede llegar a la isla en taxi acuático o hidroavión desde Tofino.

## Clima, geología, flora y fauna

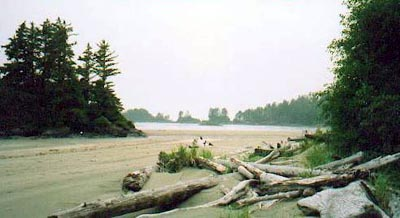
Una playa salvaje en la isla de Flores

El clima de Flores es muy húmedo, con una precipitación anual de alrededor de 3.000 mm y las temperaturas medias son moderadas. Son 5 °C en enero y 15 °C en julio. Numerosos arroyos drenan la isla, así como lagos más pequeños, el más grande de los cuales es el lago Riley. El monte Flores es la montaña más alta de la isla con 886 m.[2] Es parte de la cordillera de la isla de Vancouver y ofrece una vista magnífica del estrecho de Clayoquot y de las islas vecinas.
La superficie de la isla se caracteriza por sedimentos de labranza, marinos y fluviales. Las fuertes lluvias favorecen la erosión, más intensa en la costa sur y sureste, aunque significativamente frenada por la vegetación.
Más del 96% de la isla consiste en bosque primitivo, que en su mayoría tiene más de 140 años. Dominan la tsuga del Pacífico (Tsuga heterophylla) y el cedro rojo occidental (árbol de la vida gigante), seguidos por el cedro amarillo (ciprés de Nutca, Callitropsis nootkatensis) y el abeto plateado del Pacífico (Abies amabilis). También crecen en Flores varias plantas raras.
El mérgulo jaspeado es ahora una de las especies de aves en peligro de extinción más conocidas en América. Las aves se contaron principalmente en Arnet Creek y cerca de Cow Bay. También hay una gran cantidad de colibríes y águilas. Los osos negros son más raros aquí debido a la falta de comida, ocasionalmente aparecen lobos.
Los cuatro arroyos más grandes (Cow Bay, Arnet, Riley Creek y Hootla-Kootla), además de otros tres arroyos en la costa sur, se consideran las áreas con más salmón. Estos incluyen Coho o Silver Salmon (Oncorhynchus kisutch), Chum (Oncorhynchus keta) y Chinook (Oncorhynchus tshawytscha). La trucha degollada (Oncorhynchus clarki) en peligro de extinción se encuentra en al menos 19 puntos de la isla, mientras que la trucha Dolly Varden (Salvelinus malma) se encuentra solo en la parte superior de Cow Creek y la parte superior de Arnet Creek, donde probablemente han estado aisladas durante milenios. Varias especies de salmón habitan en los arroyos y lagos. Peamouth Chub (ciprínidos) y Kokanee Salmon, una subespecie endémica de salmón rojo (Oncorhynchus nerka), se encuentran exclusivamente en Riley Creek y Riley Lake. Se dice que hay una especie no identificada de espinoso en el lago Heydon, que pertenece a la familia de los espinosos.

## Parques
Nada menos que 41,44 km², más 29,69 km² de superficie marina, pertenecen al Parque Provincial Marino Isla de Flores. El Parque Provincial Marino Gibson se estableció el 30 de noviembre de 1967 en Matilda Cove, en el extremo sur de la isla.
De particular interés es la protección de especies animales raras, que en 1995 también justificaron en gran medida el estado de protección, incluidos los murciélagos, el león marino del norte, las orcas, las nutrias marinas, las ballenas grises, las truchas de garganta cortada (una especie de trucha marina) y el coho salmón, así como especies vegetales endémicas. El mérgulo jaspeado, o más precisamente el Brachyramphus marmoratus marmoratus, está particularmente amenazado. Los lobos han aparecido recientemente en la isla.
En 1993, se creó un sendero ecocultural de 32 km de largo que conecta Ahousaht con bahías, bosques, la montaña más alta de la isla (Monte Flores, 886 m) y otros lugares de interés natural. Al mismo tiempo, allí se dan explicaciones sobre las costumbres y la historia de Ahousaht. Finalmente conduce a Cow Bay, donde se congregan las ballenas grises. Además, sirve como una especie de memoria, si se quiere, de una colección de fuentes históricas. Atrajo a 8.000 visitantes en su primer año. Según Ahousaht, 69,25 km² de la isla están clasificados como áreas culturalmente significativas.

## Economía
En la isla se extraen materias primas desde 1902, principalmente cobre, pero también oro, plata, plomo y cinc.
Además de aumentar el turismo, la tala sigue siendo uno de los sectores más importantes de la economía, a pesar de las severas restricciones. Los Ahousaht tienen la Licencia Woodlot 0019, un área de 267 hectáreas cerca del pueblo de Ahousaht. Una gran parte de la Licencia 57 de Tree Farm está en manos de Iisaak Forest Resources, una empresa conjunta de MaMook Development Corporation, propiedad de las Primeras Naciones de la Región Central (es decir, Ahousaht, Hesquiaht, Tla-o-qui-aht, Toquaht y Ucluelet) y de Weyerhaeuser Ltd. Solo una pequeña área pertenece al área de suministro de madera de Arrowsmith. La deforestación a gran escala solo tuvo lugar en las décadas de 1970 y 1980. Sin embargo, Iisaak ha solicitado una licencia de tala para 2011, a lo que se han opuesto varias organizaciones, incluido el Comité de Vida Silvestre del Oeste de Canadá. El permiso se otorgó el 1 de abril de 2011, lo que permitió la construcción de un camino forestal en el área previamente intacta.

## Historia
Se pueden encontrar numerosas reliquias históricas en la isla de Flores. Estas incluyen 71 llamados árboles culturalmente modificados, es decir, árboles en los que se puede probar el procesamiento, algunas aldeas, concheros, es decir, grandes montículos de conchas, que representan fuentes arqueológicas importantes porque permiten hacer declaraciones, por ejemplo, sobre la dieta de los habitantes, desembarcaderos de canoas y trampas para peces, pinturas rupestres y un cementerio.
Originalmente, los Ahousaht vivían en la costa oeste de la cercana isla de Vargas, y en Calmus Passage y alrededor de la bahía de Chipre en el estrecho de Clayoquot. En 1824 se trasladaron a Flores, donde libraron una guerra de 14 años con los Otsosaht. Cuando Ahousaht atacó una balandra mercante en 1864 y masacró a la tripulación, siguió una expedición punitiva, durante la cual murieron 15 hombres.
En 1874, el Padre A.J. Brabant, acompañado por el Obispo de Victoria, evangeliza entre los Ahousaht. En 1888 se instaló la primera estación misionera en Clayoquot. A partir de 1890, los niños fueron enviados cada vez más a escuelas misioneras y en 1899 se estableció una escuela residencial con la «Escuela residencial india Christie» en la vecina isla de Meares. Surgió una misión presbiteriana en Ahousaht en la isla de Flores.
En 1901, los presbiterianos establecieron la Escuela Residencial Indígena Ahousaht en su misión. A partir de 1920, se introdujo el sistema de escuelas residenciales cuando la escolarización se hizo obligatoria para todos los niños entre las edades de 7 y 15 años en todo Canadá. No obstante, estas escuelas existieron de forma voluntaria a partir de la segunda mitad del siglo XIX. Este sistema escolar debería convertirse inicialmente en una de las principales palancas de la política de integración. En general, sin embargo, en estas escuelas, que por lo general estaban a cargo de organizaciones eclesiásticas, hubo miles de agresiones a los estudiantes y una alta tasa de mortalidad. En 1950 se cerró la escuela en la isla de Flores. En 2008, el gobierno federal canadiense se disculpó por este sistema de escuelas residenciales.
Alrededor de 1880, Keltsomaht se unió a Ahousaht después de que la mayoría de los hombres murieran cazando en el Pacífico. Estos mismos ya estaban fusionados con Quatswaht y Owinmitisaht. El comisionado Peter O'Reilly les asignó sus reservas en la década de 1880. En la década de 1940, también se unieron los pocos Manhousaht restantes.
Hoy los Ahousaht, que salieron de un total de seis tribus, viven en Marktosis (Maaktusiis) en Flores. En noviembre de 2007, 1852 personas eran consideradas Ahousaht, en noviembre de 2009 ya eran 1905 personas. En marzo de 2018, el número había aumentado a 2183, de los cuales 734 vivían en sus propias reservas y 99 en otras reservas.